# Rue du Placieux
Cet article concerne la rue du Placieux. Pour le quartier, voir Placieux.
La rue du Placieux est une voie de la commune de Nancy, dans le département de Meurthe-et-Moselle, en région Lorraine.

## Situation et accès
Au sein du territoire communal de la ville de Nancy, la rue du Placieux se place à sa périphérie sud-ouest, au sein du quartier Haussonville - Blandan - Donop. L'extrémité occidentale de la voie est limitrophe de la commune de Villers-les-Nancy.
La rue du Placieux prolonge l'avenue du Maréchal-Juin depuis le centre de Nancy et relie le boulevard d'Haussonville à la rue du Sergent-Blandan. La rue possède également des intersections avec la rue Eugène-Hugo et la rue du Général-Custine. La rue est parallèle à la rue Félix-Faure.
La chaussée routière est à sens unique est-ouest sur toute sa longueur, un feu tricolore marquant la fin de la rue au carrefour avec le boulevard d'Haussonville, perpendiculaire à la rue. La voie est encadrée par deux files de stationnement.
La partie orientale de la rue du Placieux est desservie par les lignes de bus 7 et 8 du réseau STAN, via la station « Nancy-Thermal ». La ligne 8 dessert également l’extrémité ouest de la rue, à l'arrêt « Félix-Faure ».

## Origine du nom
Elle porte ce nom car elle menait à un lieu, une ferme, dénommée Le Placieux.

## Historique
Le Placieu ou Placieux est le nom d'un canton de terres au ban de Villers ou se trouvait une ferme. C'est un des écarts de Villers-les-Nancy, qu'on trouve parfois dénommé : le Placieu, et qui voisine avec Remicourt, Hardéval, Brabois et Clairlieu.
L'ancien chemin prolongeant l'avenue de la Garenne qui menait à la ferme fut élargi en 1883 et tracé le long des casernes en construction à cette époque. Il est dénommé rue du Placieux en 1907.
C'est dans cette rue que la jeune Lucile Malaisé fut fusillée le 1er septembre 1944 par les Allemands.

## Bâtiments remarquables et lieux de mémoire
- no 12-14 : Hôtel des ventes Anticthermal[2], occupant l'ancienne fabrique, entre 1922 et la seconde Guerre mondiale[3], du célèbre tire-bouchon Zig-Zag inventé par Jules Bart[4].
- no 58 : Église Évangélique de Pentecôte[5].
- Caserne Blandan que la rue du Placieux longe dans sa partie est[6].